# CUS Torino Volley 2017-2018 (femminile)
Questa voce raccoglie le informazioni riguardanti il CUS Torino Volley nelle competizioni ufficiali della stagione 2017-2018.

## Stagione
Nella stagione 2017-18 il CUS Torino Volley assume la denominazione sponsorizzata di Barricalla Collegno.
Partecipa per la prima volta alla Serie A2 grazie alla promozione ottenuta nella stagione precedente con la vittoria dei play-off promozione; chiude la regular season di campionato al decimo posto in classifica, qualificandosi per i play-off promozione: viene eliminata nei quarti di finale dalla Cuneo Granda.
L'ottavo posto al termine del girone di andata consente al CUS Torino di qualificarsi per la Coppa Italia di Serie A2: è eliminata nelle semifinali dall'Adolfo Consolini.

## Organigramma societario
Area direttiva
- Presidente: Riccardo D'Elicio

Area tecnica
- Allenatore: Michele Marchiaro
- Allenatore in seconda: Fulvio Bonessa

## Rosa
| N° | Nome                 | Ruolo | Data di nascita  | Nazionalità sportiva |
| -- | -------------------- | ----- | ---------------- | -------------------- |
| 1  | Roneda Vokshi        | O     | 10 gennaio 1995  | Italia               |
| 2  | Aurora Poser         | S     | 26 maggio 1998   | Italia               |
| 3  | Cristina Fiorio      | S     | 18 marzo 1997    | Italia               |
| 4  | Daniela Gobbo        | C     | 3 novembre 1987  | Italia               |
| 5  | Alessia Lanzini      | L     | 28 agosto 1981   | Italia               |
| 6  | María Schlegel       | S     | 29 agosto 1997   | Spagna               |
| 7  | Romina Courroux      | P     | 5 giugno 1998    | Italia               |
| 9  | Marta Agostinetto    | O     | 22 aprile 1987   | Italia               |
| 10 | Elisa Fragonas       | S     | 7 novembre 1994  | Italia               |
| 11 | Elisa Morolli        | P     | 1º gennaio 1993  | San Marino           |
| 12 | Valentina Pastorello | C     | 23 dicembre 1993 | Italia               |
| 13 | Michela Brussino     | C     | 31 gennaio 1998  | Italia               |
| 15 | Ylenia Migliorin     | S     | 16 giugno 1989   | Italia               |

## Mercato
| Acquisti | Acquisti             | Acquisti             | Acquisti   |
| R.       | Nome                 | da                   | Modalità   |
| -------- | -------------------- | -------------------- | ---------- |
| O        | Marta Agostinetto    | Adolfo Consolini     | definitivo |
| L        | Alessia Lanzini      | Adolfo Consolini     | definitivo |
| C        | Valentina Pastorello | Libertas Martignacco | definitivo |
| S        | Aurora Poser         | Talmassons           | definitivo |
| S        | María Schlegel       | Haro                 | definitivo |

| Cessioni | Cessioni          | Cessioni      | Cessioni   |
| R.       | Nome              | a             | Modalità   |
| -------- | ----------------- | ------------- | ---------- |
| C        | Marianna Bogliani | Virtus Biella | definitivo |
| S        | Sara Siviero      | ?             | definitivo |
| L        | Rossana Zauri     | ?             | definitivo |

## Risultati

### Serie A2

#### Girone di andata
| 1ª giornata - 8 ottobre 2017 PalaScoppa, Soverato                 | Soverato         | 3 - 2 | CUS Torino            | 21-25, 17-25, 25-15, 25-22, 15-12 |
| 2ª giornata - 15 ottobre 2017 PalaCollegno, Collegno              | CUS Torino       | 1 - 3 | Wealth Planet Perugia | 25-16, 23-25, 16-25, 22-25        |
| 3ª giornata - 18 ottobre 2017 PalaCosta, Ravenna                  | Olimpia Teodora  | 3 - 0 | CUS Torino            | 25-20, 25-18, 25-22               |
| 4ª giornata - 22 ottobre 2017 PalaCollegno, Collegno              | CUS Torino       | 3 - 2 | Trentino Rosa         | 28-26, 22-25, 25-15, 23-25, 15-13 |
| 5ª giornata - 29 ottobre 2017 PalaCollegno, Collegno              | CUS Torino       | 3 - 0 | Millenium Brescia     | 25-20, 25-19, 28-26               |
| 7ª giornata - 5 novembre 2017 PalaCollegno, Collegno              | CUS Torino       | 1 - 3 | Mondovì               | 25-18, 18-25, 23-25, 23-25        |
| 8ª giornata - 12 novembre 2017 PalaCapriglia, Pellezzano          | Due Principati   | 1 - 3 | CUS Torino            | 18-25, 19-25, 25-13, 17-25        |
| 9ª giornata - 19 novembre 2017 Palazzetto dello Sport, Caserta    | VolAlto Caserta  | 1 - 3 | CUS Torino            | 28-26, 22-25, 27-29, 19-25        |
| 10ª giornata - 26 novembre 2017 PalaCollegno, Collegno            | CUS Torino       | 3 - 2 | Club Italia           | 25-21, 20-25, 23-25, 25-23, 15-11 |
| 11ª giornata - 29 novembre 2017 PalaCollegno, Collegno            | CUS Torino       | 3 - 0 | Montecchio Maggiore   | 25-21, 25-23, 25-23               |
| 12ª giornata - 3 dicembre 2017 PalaPapini, Orvieto                | Zambelli Orvieto | 2 - 3 | CUS Torino            | 25-13, 25-12, 20-25, 21-25, 13-15 |
| 13ª giornata - 10 dicembre 2017 PalaCollegno, Collegno            | CUS Torino       | 2 - 3 | Adolfo Consolini      | 25-20, 23-25, 20-25, 25-19, 9-15  |
| 14ª giornata - 13 dicembre 2017 PalaCastagnaretta, Cuneo          | Cuneo Granda     | 3 - 1 | CUS Torino            | 25-13, 25-23, 20-25, 25-20        |
| 15ª giornata - 17 dicembre 2017 Palazzetto dello Sport, Alpignano | CUS Torino       | 3 - 0 | Hermaea               | 25-19, 26-24, 25-19               |
| 16ª giornata - 26 dicembre 2017 PalaMaddalene, Chieri             | Chieri '76       | 3 - 0 | CUS Torino            | 25-20, 25-22, 25-14               |
| 17ª giornata - 30 dicembre 2017 Palazzetto dello Sport, Alpignano | CUS Torino       | 3 - 1 | Marsala               | 25-23, 20-25, 25-22, 25-20        |

#### Girone di ritorno
| 18ª giornata - 6 gennaio 2018 Palazzetto dello Sport, Alpignano                | CUS Torino            | 3 - 1 | Soverato         | 25-21, 21-25, 25-19, 25-19        |
| 19ª giornata - 14 gennaio 2018 PalaEvangelisti, Perugia                        | Wealth Planet Perugia | 0 - 3 | CUS Torino       | 20-25, 21-25, 19-25               |
| 20ª giornata - 17 gennaio 2018 Palazzetto dello Sport, Alpignano               | CUS Torino            | 2 - 3 | Olimpia Teodora  | 25-19, 21-25, 25-21, 14-25, 5-15  |
| 21ª giornata - 21 gennaio 2018 PalaSanbapolis, Trento                          | Trentino Rosa         | 3 - 1 | CUS Torino       | 25-16, 22-25, 25-17, 25-20        |
| 22ª giornata - 28 gennaio 2018 PalaGeorge, Montichiari                         | Millenium Brescia     | 3 - 1 | CUS Torino       | 27-25, 25-27, 25-18, 25-21        |
| 24ª giornata - 11 febbraio 2018 PalaManera, Mondovì                            | Mondovì               | 3 - 0 | CUS Torino       | 27-25, 25-23, 25-23               |
| 25ª giornata - 21 febbraio 2018 Palazzetto dello Sport, Alpignano              | CUS Torino            | 3 - 1 | Due Principati   | 25-20, 19-25, 25-19, 25-13        |
| 26ª giornata - 24 febbraio 2018 Palazzetto dello Sport, Alpignano              | CUS Torino            | 3 - 0 | VolAlto Caserta  | 25-19, 25-16, 25-21               |
| 27ª giornata - 3 marzo 2018 Centro Pavesi, Milano                              | Club Italia           | 3 - 0 | CUS Torino       | 25-18, 25-16, 25-22               |
| 28ª giornata - 7 marzo 2018 PalaCollodi, Montecchio Maggiore                   | Montecchio Maggiore   | 1 - 3 | CUS Torino       | 19-25, 29-27, 16-25, 18-25        |
| 29ª giornata - 11 marzo 2018 Palazzetto dello Sport, Alpignano                 | CUS Torino            | 3 - 2 | Zambelli Orvieto | 23-25, 17-25, 25-20, 25-23, 15-11 |
| 30ª giornata - 18 marzo 2018 Palazzetto dello Sport, San Giovanni in Marignano | Adolfo Consolini      | 2 - 3 | CUS Torino       | 21-25, 25-19, 17-25, 25-21, 14-16 |
| 31ª giornata - 21 marzo 2018 Palazzetto dello Sport, Alpignano                 | CUS Torino            | 1 - 3 | Cuneo Granda     | 25-27, 25-23, 21-25, 20-25        |
| 32ª giornata - 25 marzo 2018 Geopalace, Olbia                                  | Hermaea               | 0 - 3 | CUS Torino       | 24-26, 16-25, 24-26               |
| 33ª giornata - 2 aprile 2018 PalaRuffini, Torino                               | CUS Torino            | 3 - 2 | Chieri '76       | 25-22, 25-20, 21-25, 24-26, 15-10 |
| 34ª giornata - 8 aprile 2018 PalaBellina, Marsala                              | Marsala               | 3 - 0 | CUS Torino       | 25-11, 25-14, 25-21               |

#### Play-off promozione
| Quarti di finale (gara 1) - 15 aprile 2018 PalaCastagnaretta, Cuneo | Cuneo Granda | 3 - 0 | CUS Torino   | 25-15, 28-26, 25-15               |
| Quarti di finale (gara 2) - 18 aprile 2018 PalaRuffini, Torino      | CUS Torino   | 2 - 3 | Cuneo Granda | 25-20, 23-25, 20-25, 25-23, 11-15 |

### Coppa Italia di Serie A2
| Quarti di finale - 24 gennaio 2018 Palasport Castagnaretta, Cuneo              | Cuneo Granda     | 2 - 3 | CUS Torino | 21-25, 23-25, 25-20, 25-17, 12-15 |
| Semifinali - 7 febbraio 2018 Palazzetto dello Sport, San Giovanni in Marignano | Adolfo Consolini | 3 - 2 | CUS Torino | 23-25, 25-17, 25-21, 20-25, 16-14 |

## Statistiche

### Statistiche di squadra
| Competizione             | Punti | In casa | In casa | In casa | In trasferta | In trasferta | In trasferta | Totale | Totale | Totale |
| Competizione             | Punti | G       | V       | P       | G            | V            | P            | G      | V      | P      |
| ------------------------ | ----- | ------- | ------- | ------- | ------------ | ------------ | ------------ | ------ | ------ | ------ |
| Serie A2                 | 51    | 17      | 11      | 6       | 17           | 7            | 10           | 34     | 18     | 16     |
| Coppa Italia di Serie A2 | -     | 0       | 0       | 0       | 2            | 1            | 1            | 2      | 1      | 1      |
| Totale                   | -     | 17      | 11      | 6       | 19           | 8            | 11           | 36     | 19     | 17     |

G = partite giocate; V = partite vinte; P = partite perse

### Statistiche dei giocatori
| Giocatore      | Serie A2 | Serie A2 | Serie A2 | Serie A2 | Serie A2 | Coppa Italia di Serie A2 | Coppa Italia di Serie A2 | Coppa Italia di Serie A2 | Coppa Italia di Serie A2 | Coppa Italia di Serie A2 | Totale | Totale | Totale | Totale | Totale |
| Giocatore      | P        | PT       | AV       | MV       | BV       | P                        | PT                       | AV                       | MV                       | BV                       | P      | PT     | AV     | MV     | BV     |
| -------------- | -------- | -------- | -------- | -------- | -------- | ------------------------ | ------------------------ | ------------------------ | ------------------------ | ------------------------ | ------ | ------ | ------ | ------ | ------ |
| M. Agostinetto | 33       | 434      | 395      | 26       | 13       | 2                        | 37                       | 35                       | 1                        | 1                        | 35     | 471    | 430    | 27     | 14     |
| M. Brussino    | 32       | 59       | 47       | 7        | 5        | 2                        | 4                        | 3                        | 0                        | 1                        | 34     | 63     | 50     | 7      | 6      |
| R. Courroux    | 31       | 3        | 2        | 1        | 0        | 2                        | 2                        | 1                        | 0                        | 1                        | 33     | 5      | 3      | 1      | 1      |
| C. Fiorio      | 32       | 299      | 262      | 30       | 7        | 2                        | 18                       | 17                       | 1                        | 0                        | 34     | 317    | 279    | 31     | 7      |
| E. Fragonas    | 19       | 7        | 5        | 1        | 1        | 2                        | 0                        | 0                        | 0                        | 0                        | 21     | 7      | 5      | 1      | 1      |
| D. Gobbo       | 34       | 277      | 182      | 76       | 19       | 2                        | 19                       | 14                       | 5                        | 0                        | 36     | 296    | 196    | 81     | 19     |
| A. Lanzini     | 34       | 0        | 0        | 0        | 0        | 2                        | 0                        | 0                        | 0                        | 0                        | 36     | 0      | 0      | 0      | 0      |
| Y. Migliorin   | 27       | 60       | 50       | 9        | 1        | 2                        | 9                        | 8                        | 0                        | 1                        | 29     | 69     | 58     | 9      | 2      |
| E. Morolli     | 34       | 96       | 69       | 8        | 19       | 2                        | 2                        | 1                        | 0                        | 1                        | 36     | 98     | 70     | 8      | 20     |
| V. Pastorello  | 34       | 207      | 129      | 71       | 7        | 2                        | 9                        | 6                        | 3                        | 0                        | 36     | 216    | 135    | 74     | 7      |
| A. Poser       | 25       | 68       | 53       | 8        | 7        | 2                        | 2                        | 2                        | 0                        | 0                        | 27     | 70     | 55     | 8      | 7      |
| M. Schlegel    | 34       | 385      | 353      | 22       | 10       | 2                        | 23                       | 21                       | 2                        | 0                        | 36     | 408    | 374    | 24     | 10     |
| R. Vokshi      | 28       | 157      | 136      | 9        | 12       | 2                        | 12                       | 7                        | 4                        | 1                        | 30     | 169    | 143    | 13     | 13     |

P = presenze; PT = punti totali; AV = attacchi vincenti; MV = muri vincenti; BV = battute vincenti